# Marco Pappa
Marco Pablo Pappa Ponce (Ciudad de Guatemala, 15 de noviembre de 1987) es un exfutbolista guatemalteco. Jugaba de volante por la izquierda o por la derecha. 
Marco Pappa se formó en el club rojo CSD Municipal y luego se marchó al extranjero para jugar en la MLS con el Chicago Fire, Seattle Sounders y Colorado Rapids. Jugó en Europa con el Sportclub Heerenveen de Países Bajos y retornó a Guatemala para jugar de nuevo con Municipal. En su regreso disputó un total de 47 partidos en tres torneos con los escarlatas (Clausura 2017, Apertura 2017 y Clausura 2018), alcanzando la copa 30. Esta sería su tercera etapa con el equipo rojo.

## Trayectoria

### Club Social y Deportivo Municipal
Se vinculó al equipo guatemalteco CSD Municipal en el año 2004 a la edad de 15 años, jugando en la especial de los rojos. Debutó profesionalmente en la Liga Guatemalteca en agosto del 2006 ante el Xelajú MC, y su primer gol como jugador del primer equipo lo realizó contra el equipo nicaragüense Real Madriz en el año 2006 disputando un partido oficial de la UNCAF.
Su debut en la Liga Mayor fue marcado mientras el argentino Jorge Eduardo Benítez dirigía a CSD Municipal, ya que el entrenador le dio confianza y así permitirle disponer de minutos que le valieron ser llamado a la selección de Guatemala.

### Chicago Fire
El 30 de julio de 2008 ficha con el Chicago Fire de la Major League Soccer por un año y medio cedido por Club Social y Deportivo Municipal, donde porta el número 16. Su primer partido fue un amistoso contra el Everton inglés en donde salió en la alineación titular y estuvo 46 minutos jugando en el campo, en el cual fue sustituido igual que el resto de la plantilla para que el director técnico pudiera observarlos a todos. Este partido le permito que el director técnico le utilizara contra el Chivas USA como titular en 2 de agosto de 2008.
El chapín ha jugado 100 de los 110 partidos disputados por el Fire desde su llegada, con un récord de 36 goles y 21 asistencias.  En la actualidad, Pappa se ubica en la 3.ª posición de la tabla de goleo histórica del club.
Marco obtuvo el premio al gol del año en la MLS en la temporada 2010, con un remate desde fuera del área logrando vencer al portero del equipo de San Jose Earthquakes.
En 2012, en un partido contra el Seattle Sounders FC, marcó un gol olímpico.

### SC Heerenveen
El 30 de agosto de 2012 Pappa se unió al SC Heerenveen de la Eredivisie de los Países Bajos, equipo al que había quedado en unirse al final de la temporada de la MLS, pero que finalmente acordó con el Chicago Fire el traspaso inmediato del guatemalteco. Sin embargo, no tuvo continuidad ya que únicamente tuvo un total de 12 apariciones en las dos temporadas que permaneció en el equipo.
Marco Pablo Pappa Ponce, sufrió desde el banquillo la mayor parte del tiempo en el equipo de aquel país. Un dato importante fue que Marco con apenas 25 años ya era un veterano con jugadores que oscilaban entre los 18 y 22.

### Seattle Sounders
Luego de que el SC Heerenveen le diera de baja, el 12 de febrero de 2014 Pappa entró al proceso de asignación de la MLS, siendo seleccionado por el Seattle Sounders FC, que tuvo la primera selección.
Pappa, quien llevó el número 10 desde su llegada al club, tuvo un importante rol en toda la temporada del equipo de Seattle, anotando además los dos goles decisivos en la victoria 2-0 sobre el LA Galaxy en el último partido de la temporada regular. Esta victoria le dio los Sounders el primer título en su historia en la liga norteamericana, el Supporter's Shield.

### Club Social y Deportivo Municipal
Llegó al club en 2016, jugando 47 partidos, anotando en 7 ocasiones y conformando el equipo que salió campeón en el Clausura 2017. Una de las destacadas aportaciones que tuvo fue anotar un gol en el empate en el  Clásico 301 de la liga guatemalteca.

### Xelajú MC
El 8 de octubre de 2018 se hace oficial la contratación de Pappa con el cuadro de Xelajú MC con el fin de reforzarse de cara al Apertura 2018. Pappa debutó con el cuadro "super chivo" en la jornada 15 del Apertura 2018 enfrentándose contra Antigua GFC en el cual el partido terminó sin goles. En el primer partido de titular de Pappa con Xelajú MC se estrenó como goleador de su equipo anotando dos goles contra Sanarate donde terminó 3-0 a favor de su equipo.

### Deportivo Mixco
Neto Bran, Presidente del Deportivo Mixco y alcalde de dicho municipio, presentó a Marco Pablo Pappa, para oficializarlo como uno de sus refuerzos para el Torneo Apertura 2019, para seguir dando sorpresas en sus incorporaciones tras lograr el ascenso.
Pappa firmó un contrato de seis meses con los chicharroneros, el cual se podría extender, aunque también podría rescindirse si el futbolista tenía una propuesta formal del futbol extranjero.
El centrocampista sumó su tercer equipo en la Liga Nacional, luego de jugar para Municipal y Xelajú MC, además en el extranjero fue parte del Chicago Fire, Seattle Sounders y el Colorado Rapids de la MLS, además del Heerenveen de Holanda.
Fue parte del Deportivo Mixco durante el Torneo Apertura 2019, sin embargo, la junta directiva del equipo mixqueño decidió separarlo de su plantel por mal rendimiento.

### Deportivo San Pedro
A raíz de los problemas que atraviesa el jugador, el 15 de marzo de 2020 fue fichado por el Deportivo San Pedro de la Primera División de Guatemala para formar parte del plantel sampedrano con rumbo al ascenso a la Liga Mayor.
Actualmente Pertenece al Club, pero los problemas con la Justicia Guatemalteca está Inactivo del Fútbol Guatemalteco.

## Selección
Pappa ha participado en la selección de Guatemala Sub-17, Sub-20 y Sub-23 y estuvo entre los jugadores que participaron en las eliminatorias del mundial Sudáfrica 2010, Brasil 2014 y Rusia 2018.

## Clubes
| Club                | País           | Año         |
| ------------------- | -------------- | ----------- |
| CSD Municipal       | Guatemala      | 2008 - 2009 |
| Chicago Fire        | Estados Unidos | 2009 - 2012 |
| SC Heerenveen       | Países Bajos   | 2012 - 2014 |
| Seattle Sounders FC | Estados Unidos | 2014 - 2015 |
| Colorado Rapids     | Estados Unidos | 2016        |
| CSD Municipal       | Guatemala      | 2016 - 2017 |
| Xelajú MC           | Guatemala      | 2018 - 2019 |
| Deportivo Mixco     | Guatemala      | 2019 - 2020 |
| Deportivo San Pedro | Guatemala      | 2020        |
| Deportivo Achuapa   | Guatemala      | 2023        |

## Palmarés
| Título                     | Club                              | País           | Año  |
| -------------------------- | --------------------------------- | -------------- | ---- |
| Lamar Hunt U.S. Open Cup   | Seattle Sounders FC               | Estados Unidos | 2014 |
| MLS Supporters' Shield     | Seattle Sounders FC               | Estados Unidos | 2014 |
| Liga Nacional de Guatemala | Club Social y Deportivo Municipal | Guatemala      | 2017 |